# 鹿島臨海鉄道6000形気動車
鹿島臨海鉄道6000形気動車（かしまりんかいてつどう6000がたきどうしゃ）は、1985年（昭和60年）から1993年（平成5年）までに19両が製造された鹿島臨海鉄道大洗鹿島線用気動車である。

## 概要
大洗鹿島線の開業に伴い、同線内の普通列車用として、1985年1月に6両（KRT6001 - KRT6006）、1987年（昭和62年）2月に2両（KRT6007 - KRT6008）、1989年（平成元年）8月に4両（KRT6009 - KRT6012）、1990年（平成2年）9月に3両（KRT6013 - KRT6015）、1992年（平成4年）7月に2両（KRT6016 - KRT6017）、1993年（平成5年）3月に2両（KRT6018 - KRT6019）が日本車輌製造で製造された。
形式名の6000は、開業年の昭和60年に由来する。

## 構造

### 車体
車体は両運転台構造で、全長20.5 m（車体長20 m）全幅2,925 mmの普通鋼で、国鉄形気動車と同等の大型車である。
外観デザインはそれまでの国鉄形気動車とは違い、都会的で軽快な電車をイメージしたものである。前面形状は平面構成とし、前面窓は厚さ8.7 mmの電熱線入り合わせガラスで、左右上下面積を拡大して視認性の向上を図った。貫通扉や貫通路はトンネルや編成運用があるため、防火対策A-A基準に基づき幅を600 mmとしているが、幌を埋込式としたことで貫通路が目立たないようにした。貫通扉上に全体的に傾斜させた幕板部があり、運転席側に全自動巻取式の行先表示器を設置。前部標識灯（前照灯）と後部標識灯（尾灯）を窓下の腰部左右1箇所ずつにそれぞれ設置し、角形であり一体式のケースに格納している。
外板塗色は、スカーレットレッドと鹿島灘の白波をイメージした白帯が入り、窓周りは黒に近いチャコールグレーが配されており、併結運転を行った際の連続性に考慮している。このカラーリングは同時期に国鉄から購入した2000形にも採用された。
連結器は密着式小型自動連結器、緩衝器はRD13ゴム緩衝器をそれぞれ装備している。

### 車内
乗降扉は、片側2箇所のDP40Y・片開き式・ステップ付の自動扉を4箇所設け、ワンマン運転に対応するために車端部に設置している。ラッシュ時対策で乗降扉の幅を1,100 mmとし、従来の気動車より幅を広く取っている。なお、乗降扉が完全に閉まり切ってない状態では車両が出発できない回路とした。
客室は、外部色がコントラストの強い色彩のため、落ち着いた色としてブラウン系統でまとめている。メンテナンスフリーと居住性の向上を図るために無塗装であり、天井板や内張板にはメラミン樹脂アルミニウム化粧板を採用し、色はクリーム色抽象柄とした。
床構造は、台枠の上にステンレス製キーストンプレート張りで、その上に床詰物でユニテックス、更にその上に塩化ビニル樹脂床仕上材を張り、防音・防熱の効果を高めるために厚さは35 mmとし、床の色はブラウンとベージュの2トーンカラーとした。
座席は、ラッシュ時の通勤・通学客や観光客にも配慮するために、セミクロスシートを採用し、クロスシート部は転換クロスシートであり、ロングシート部は着席位置を明確にするためにキルティングを施し、中央部分の色はロームブラウン色で、モケットはローズ色とした。転換クロスシートの袖部やそれぞれの端部背面は木目化粧板を取り付けをし、座席下部には見栄え向上のためにステンレス製のケ込板を設置した。
側窓は、大きなユニット構造2連窓とし、冷房効果を高めるために上窓固定下窓上昇式とした。転換クロスシートと割付を対応させ、座席からの展望を良くし、車内の明るさを確保するためにトイレ以外の箇所に戸袋窓を設置した。
ワンマン設備は、各車両1台ずつ大型キャスターと簡易着脱機構付のR×Z形・運賃箱を乗務員室中央の通路部に設置し、連結運転を実施する時に貫通路を使用する場合や、折り返しワンマン運転を実施する際は、反対側の乗務員室に移動させることができ、使用しない場合は、回転機構を備えており、運転席側にワンタッチで格納できる仕組みとし、新旧紙幣や硬貨の自動両替機付きであり、乗降扉の開閉と連動して運賃箱のベルトコンベアが動作する仕組みとなっている。乗降方式は前乗り前降りであり、運賃は整理券による後払いとし、ワンマン運転時は後方の乗降扉は締切扱いとし、前方の左右ホーム側の乗降扉を運転士が開閉スイッチで操作し、GT形・整理券発行機器は前位・神栖寄りの1位側と後位・水戸寄りの4位側にそれぞれ取り付けており、カートリッジ方式の自動放送装置が印刷機のコマ送りと連動している。
車内照明は、客室天井には客室蛍光灯40 Wを14灯と非常灯を4灯設置している。
トイレは、走行区間が53 kmと長く沿線の環境保全のために、後位・水戸側4位の出入口とロングシートの間に取り付け、室内はFRPユニットの和式便器と手洗水タンクがあり、床下には循環式汚物処理装置を設置した。

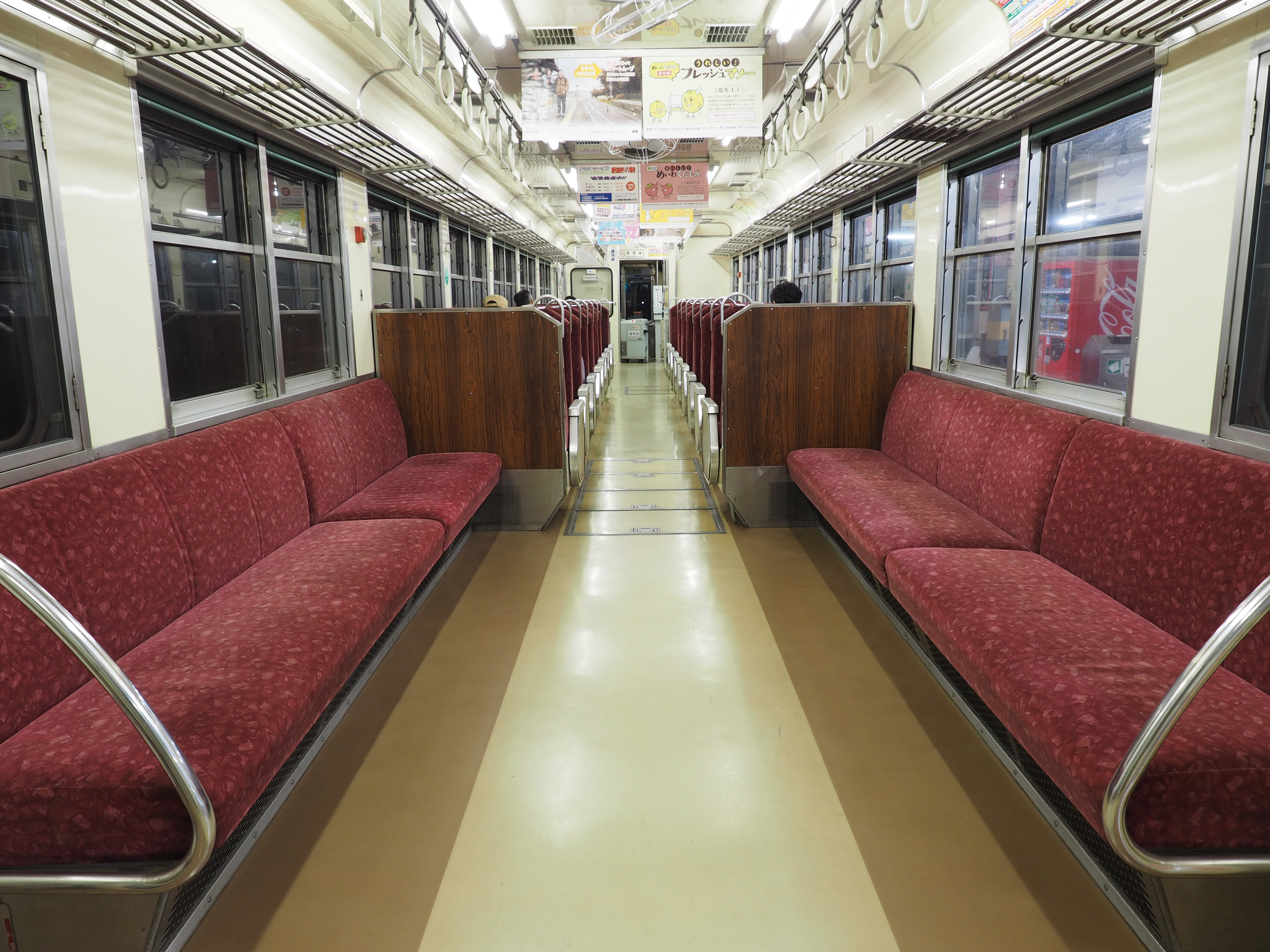
6017号車 車内
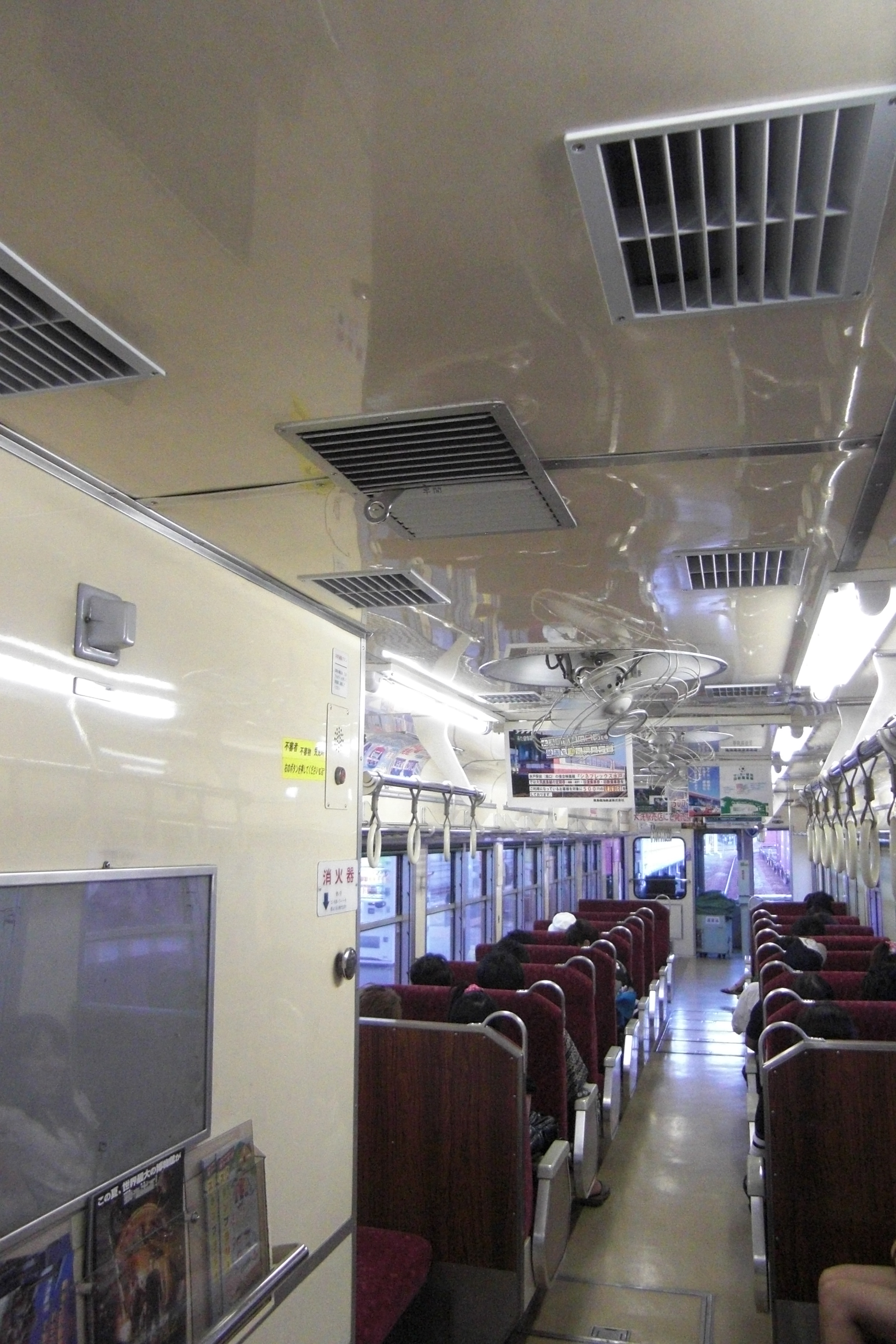
車内とトイレ

### 空調装置
冷房装置は、1両ユニットの一般形気動車として初めての試みとして、2階建てバス用のサブエンジン式・日本電装製DBC-1169Tを1両辺り能力29.7 kW（25,500 kcal/h）を1基搭載し、エンジンはトヨタ・2Jで、排気量は2,481 ccであり、本体は床下に設置している。走行用ディーゼルエンジンとは別にバス用として設計し、停車中でも使用することができ、通常の車両限界内に収納が可能であり、ユニットには冷媒コンプレッサー・エバポレータ、送風機・コンデンサなどの主要部品やエンジンの吸排気装置などのぎ装一式があるが、その重さも約630 kgと軽量で、屋根上にユニットクーラーを設置するタイプより重心位置が大きく下がる反面、一般の冷房車より能力が劣るため、冷房効果を高めるために換気装置の押込通風機が天井に1両辺り6台設置し、扇風機も設置している。ダクト構成は、床下にある本体から直結した室内立上がりダクトを介して天井の冷風の吹き出し口やリターンダクトの吹き出し口から冷風が出る仕組みであり、冷風の吹き出し口は天井に22箇所、リターンダクトの吹き出し口は座席下に1箇所設置している。冷房装置の操作機器は乗務員室に設置し、室温を設定すると自動的に風量などを調節する機能となっており、弱冷モードも設定が可能で、外気温に合わせて調節が可能である。また、標準性能は下記表のとおりである。
表自体の出典
| モード | エンジン回転数 | 冷房能力                | 循環風量           |
| ------ | -------------- | ----------------------- | ------------------ |
| Hi     | 2,000 rpm      | 29.7kW（25,500 kcal/h） | 3,500 - 4,000 m3/h |
| Me     | 1,700 rpm      | 27.3kW（23,500 kcal/h） | 3,000 - 3,500 m3/h |
| Lo     | 1,300 rpm      | 22.0kW（19,000 kcal/h） | 2,300 - 2,800 m3/h |

暖房装置は、エンジン廃熱を利用する機関排熱利用温水温風式暖房器で、温水ヒーターを客室に6個、乗務員室に1個それぞれ設置し、能力は44.7 kW（38,400 kcal/h）である。

### 乗務員室

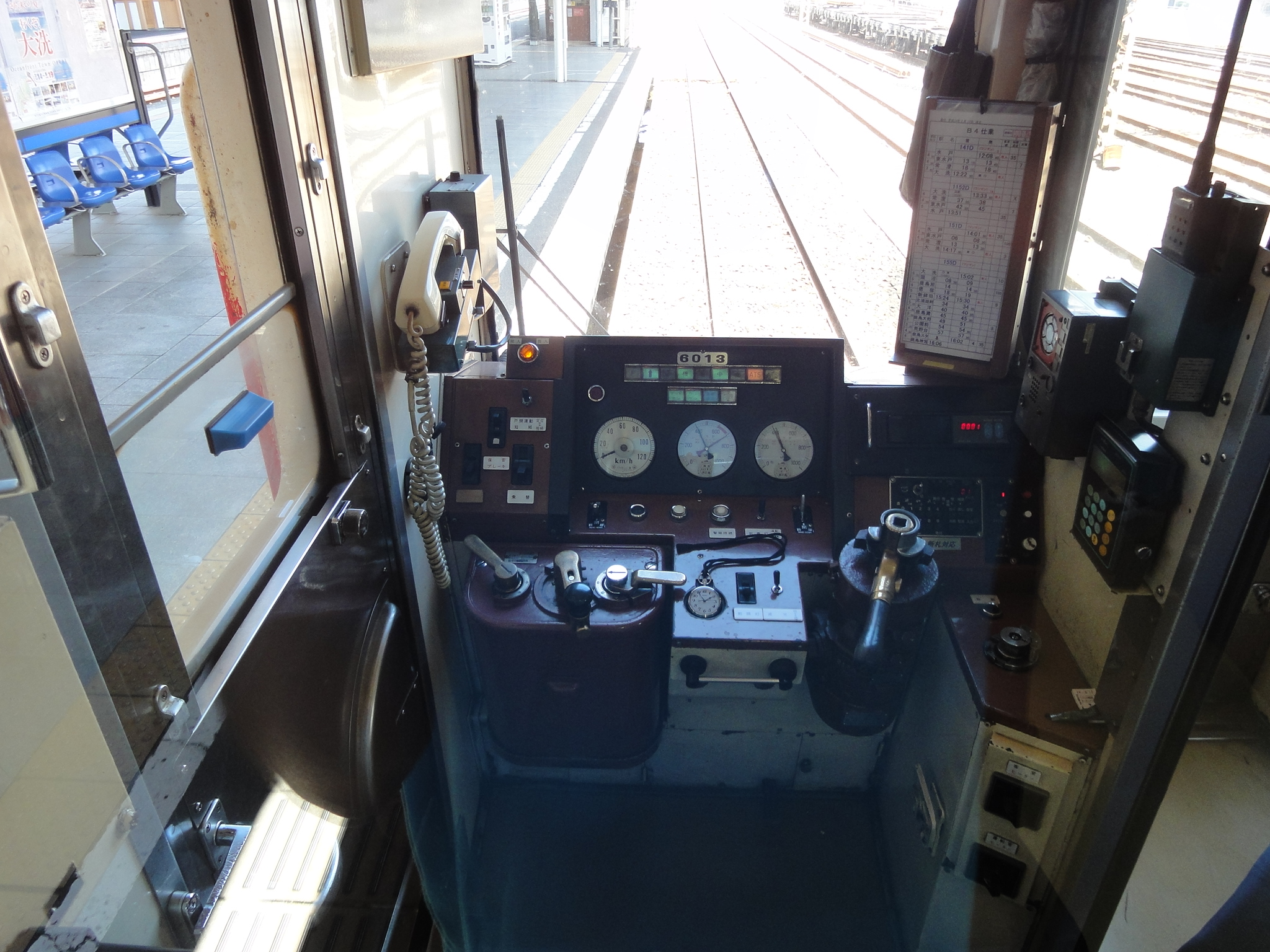
運転台

乗務員室は、ワンマン運転に対応できるように、運転席側は完全に仕切ることができる半室構造で、仕切りに大きな窓を設け、助士席側は簡単なパイプで仕切る半開放型とし、ワンマン運転時に客室の監視を容易にできる構造とした。運転席は、前面窓は広い視界を確保するために極力大きくしている。機器配置は、標示灯や主要操作機器やゲージは2000形と同時に運用されるため、2000形を基本として配置、冷房装置やワンマンの操作機器を追加配置し、ワンマンの操作機器は、乗降扉の開閉スイッチ、自動放送操作盤、整理券発行機操作盤、デッドマンリセットスイッチなどであり、テープレコーダーは後位に取り付け、使用頻度が高い主幹制御器（マスコン）とブレーキ制御器は10度手前に傾斜させ、運転士が取扱しやすい構造とした。また、乗務員室背面の仕切り上部には運賃表示板サシを、助士席側前面窓上部にワンマン表示器を取り付けている。
保安装置は、ATS-Sであり、デッドマン装置は一定時間無動作時作用式を採用し、5 km/h以上で走行中に主幹制御器（マスコン）を60秒以上ノッチ操作がないと警報ブザーが鳴り、運転士が5秒以内にノッチ操作か運転台にあるリセットスイッチを押さなければ、デッドマン装置が作動し、エンジンはアイドルで変速機は中立になり、非常ブレーキがかかり強制的に車両を停止させる仕組みであり、ワンマン設備の電源を投入した時にデッドマン装置の電源が入る仕組みとなっている。非常通報装置は1箇所、非常停止装置は2箇所客室内にあり、乗客が扱いし易いよう分かりやすい位置に設置している。

### 走行装置

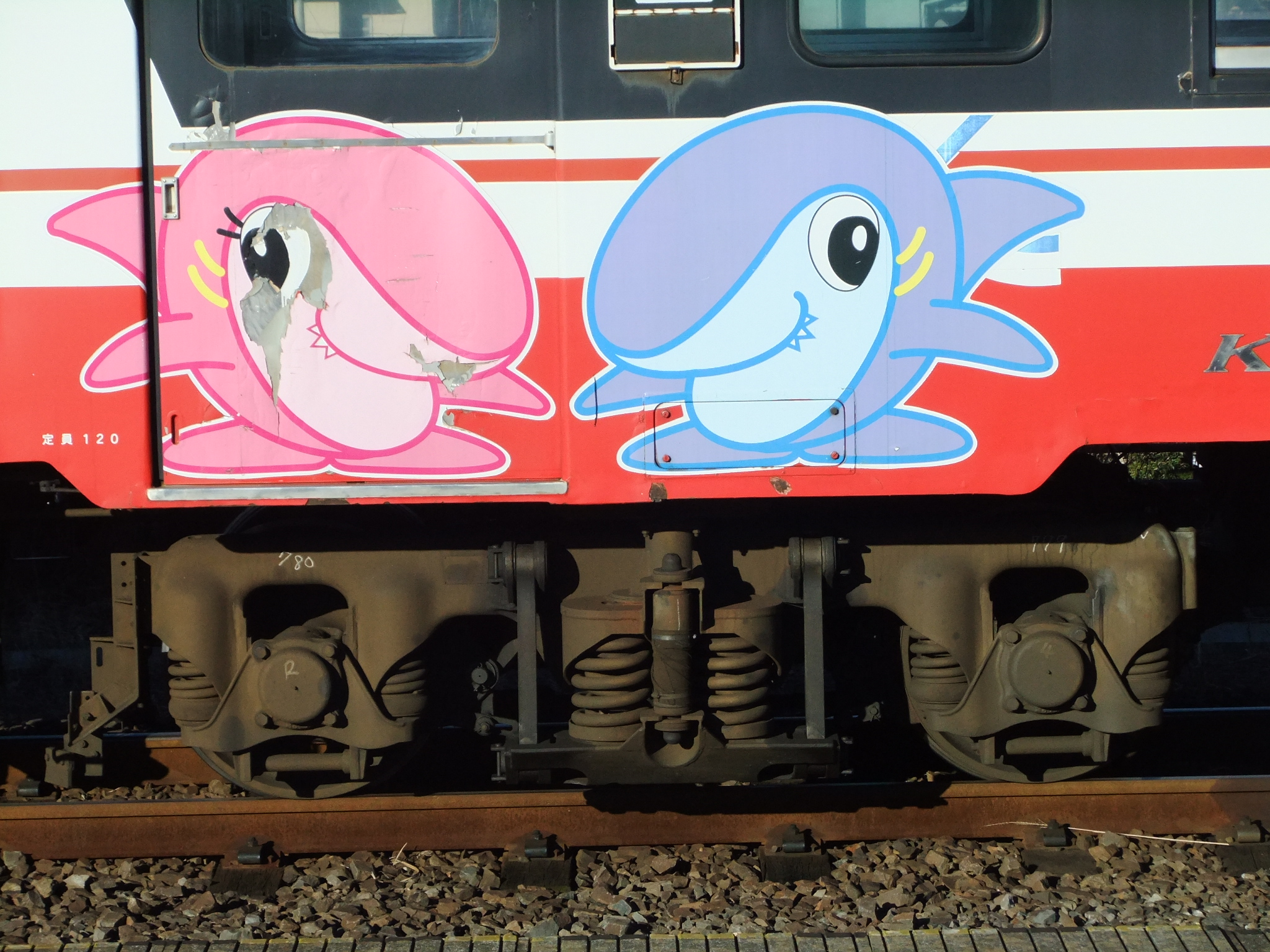
台車

走行用ディーゼルエンジンは、日本国有鉄道（国鉄）キハ37形に搭載されたDMF13Sを基にした6L13AS（169 kW (230 PS) / 1,900 rpm）を1基搭載し、直噴式とすることで燃費効率や低温時の始動性を向上するとともに、部品点数を少なくすることで保守費の軽減を図っている。後発モデルと異なり縦置き式である関係で、車体の床面高さが高くなっている。
液体変速機は、変速1段・直結1段新潟コンバーター製液体式・DB115（Ms300）を1基搭載する。通常時は半自動式であるが、キハ2000形と併結する場合は手動式としていた。
制動装置は、国鉄気動車で採用されたDA1A空気ブレーキである。
台車は、動力台車形式はND217、付随台車形式はND217Tであるが、国鉄気動車で採用されたDT22・TR51に準じたもので、車輪径は国鉄気動車と同じ860 mmであり、車輪部にフランジ塗油器や泥除けを設置している。基礎ブレーキは片押式踏面ブレーキである。

## 車歴
| 次車  | 車両番号 | 製造年月  | 竣工年月      | 使用開始      | 廃車          |
| ----- | -------- | --------- | ------------- | ------------- | ------------- |
| 1次車 | 6001     | 1985年1月 | 1985年1月14日 | 1985年1月22日 | 2022年3月     |
| 1次車 | 6002     | 1985年1月 | 1985年1月14日 | 1985年1月22日 | 2017年1月7日  |
| 1次車 | 6003     | 1985年1月 | 1985年1月14日 | 1985年1月22日 | 2018年3月17日 |
| 1次車 | 6004     | 1985年1月 | 1985年1月14日 | 1985年1月22日 | 2019年3月16日 |
| 1次車 | 6005     | 1985年1月 | 1985年1月14日 | 1985年1月22日 | -             |
| 1次車 | 6006     | 1985年1月 | 1985年1月14日 | 1985年1月22日 | -             |
| 2次車 | 6007     | 1987年2月 | 1987年3月3日  | 1987年3月8日  | 2018年3月17日 |
| 2次車 | 6008     | 1987年2月 | 1987年3月3日  | 1987年3月3日  | 2016年3月28日 |
| 3次車 | 6009     | 1989年8月 | 1989年8月25日 | 1989年8月28日 | -             |
| 3次車 | 6010     | 1989年8月 | 1989年8月25日 | 1989年8月28日 | -             |
| 3次車 | 6011     | 1989年8月 | 1989年8月25日 | 1989年8月28日 | -             |
| 3次車 | 6012     | 1989年8月 | 1989年8月25日 | 1989年8月28日 | 2016年3月28日 |
| 4次車 | 6013     | 1990年9月 | 1990年9月1日  | 1990年9月2日  | -             |
| 4次車 | 6014     | 1990年9月 | 1990年9月1日  | 1990年9月2日  | -             |
| 4次車 | 6015     | 1990年9月 | 1990年9月1日  | 1990年9月2日  | -             |
| 5次車 | 6016     | 1992年7月 | 1992年7月13日 | 1992年9月1日  | -             |
| 5次車 | 6017     | 1992年7月 | 1992年7月13日 | 1992年9月1日  | 2022年3月     |
| 6次車 | 6018     | 1993年3月 | 1993年3月30日 | 1993年4月23日 | -             |
| 6次車 | 6019     | 1993年3月 | 1993年3月30日 | 1993年4月23日 | 2017年1月7日  |

## 運用
大洗鹿島線全線で運用されており、開業当初は2000形との併結運転が実施され、通勤・通学の時間帯は最大編成は2両であったが、車内はかなり混雑していたため、1988年（昭和63年）3月から最大編成が3両、1989年（平成元年）3月13日からは4両となった。ワンマン設備を新製当初から備えてはいたが、上記の状況と国鉄・JR東日本からの乗継ぎ・精算客が多かったため、1両でも車掌が乗務していたが、1992年をピークに乗客が徐々に減少し始めたため、2001年（平成13年）4月から一部列車でのワンマン運転が開始され、2002年（平成14年）12月1日からは最大編成が3両に減車となっており、現在は最大編成は2両となっている。また、2019年（平成31年）3月16日のダイヤ改正からはイベント時などを除き、全列車ワンマン運転を開始している。
そして、経年劣化による故障が頻発するようになり、大洗鹿島線の開業30周年を機に8000形に置き換えられることとなった。
8000形の運用開始に伴い2016年（平成28年）3月28日に6008・6012、2017年（平成29年）1月7日に6002・6019、2018年（平成30年）3月17日に6003・6007、2019年3月16日に6004、2022年（令和4年）3月に6001・6017が廃車となった。
2022年3月現在運用されている車両は10両となっている。

### ラッピング広告車
一部の車両がアクアワールド・大洗等のラッピングを施され運用されている。
アニメ『ガールズ&パンツァー』関連では2012年（平成24年）11月18日、大洗駅で主人公の西住みほ役の声優の渕上舞による出発式が行われ、ラッピング列車1両（6006号）の運転が開始された。
2013年（平成25年）11月10日には新たなラッピングが施された2号車（6018号）が作られ、同年11月12日から運行が開始された。2015年11月15日には劇場版公開に先立って3号車（6011号）が登場、大洗駅でお披露目が行われた。1号車は全面塗装工事にともない運行終了となり、2016年8月7日にラッピング列車3両連結の、さよならイベントが行われた。そして、2017年12月16日にIV号車（6006号）が就役した。
ガールズ&パンツァーラッピング車両はいずれも車体の劣化が著しく、全面塗装のため2023年（令和5年）6月より順次運行終了するのに伴い、同年5月28日に2号車・3号車・IV号車の3両連結のお別れ引退記念走行イベントが企画されたが、同年5月6日に発生した倒木による輸送障害で2号車（6018号）が車体損傷し、同月28日のイベント当日までの復旧が困難なことから、2号車はこのまま修復せず運行終了とし、イベントは3号車とIV号車の2両連結での運行予定に変更された。その後、3号車（6011号）は同年7月30日に運行終了し、IV号車（6006号）は同年9月30日にラッピング広告車としての運行を終了した。6018号は同年8月から、6011号は同年10月から、6006号は2024年（令和6年）6月12日に元々の塗色に復元の上それぞれ運用復帰しているが、6006号は内装がリニューアルされている。
前述の運行終了後もラッピング車両の運行再開の要望が多いことに加え、2023年10月にアニメ「ガールズ＆パンツァー」の最終章 第4話が劇場公開され、同年11月19日には大洗町の「あんこう祭」が開催されることから、バンダイナムコフィルムワークス協力のもと「ガルパン列車5号車」として2号車（6018号）を修繕し、同月19日から運行を開始した。
運用中の車両でラッピングが施されているのは次の通りである。
- 6018 ガールズ&パンツァー V号車
- 6015 アクアワールド・大洗

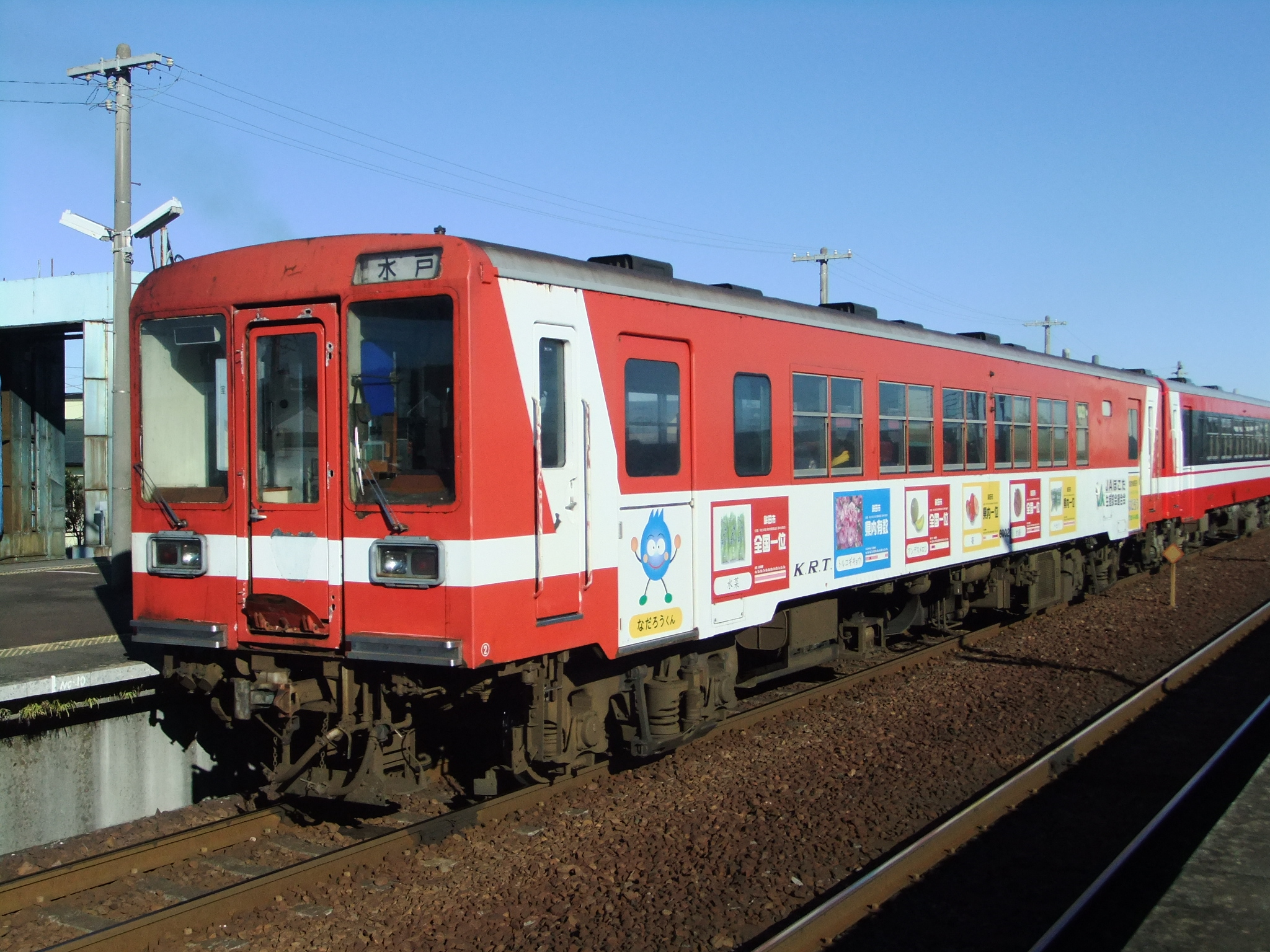
6002 2色塗装 JAほこたラッピング車両
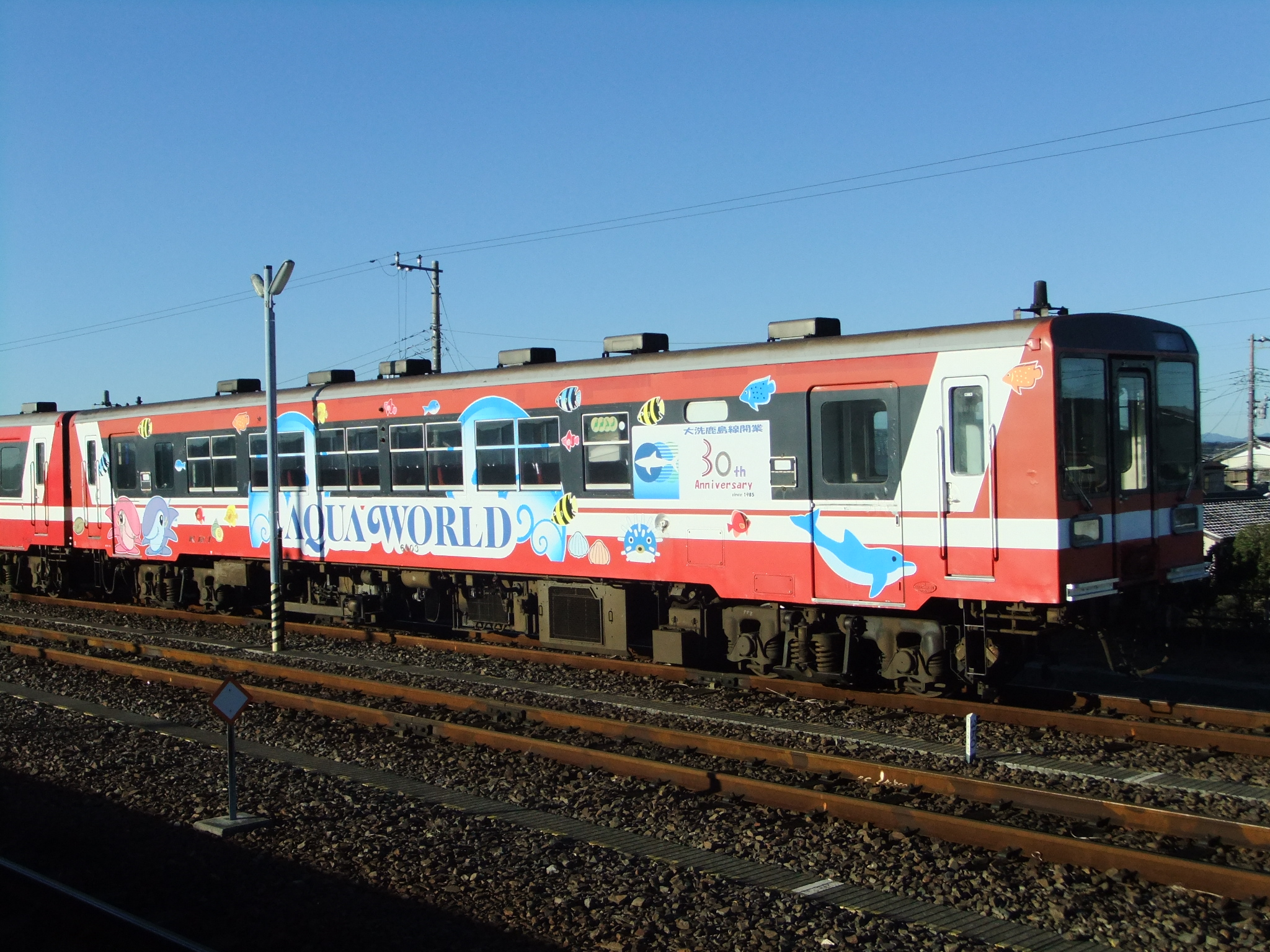
6003 アクアワールド・大洗 部分ラッピング車両
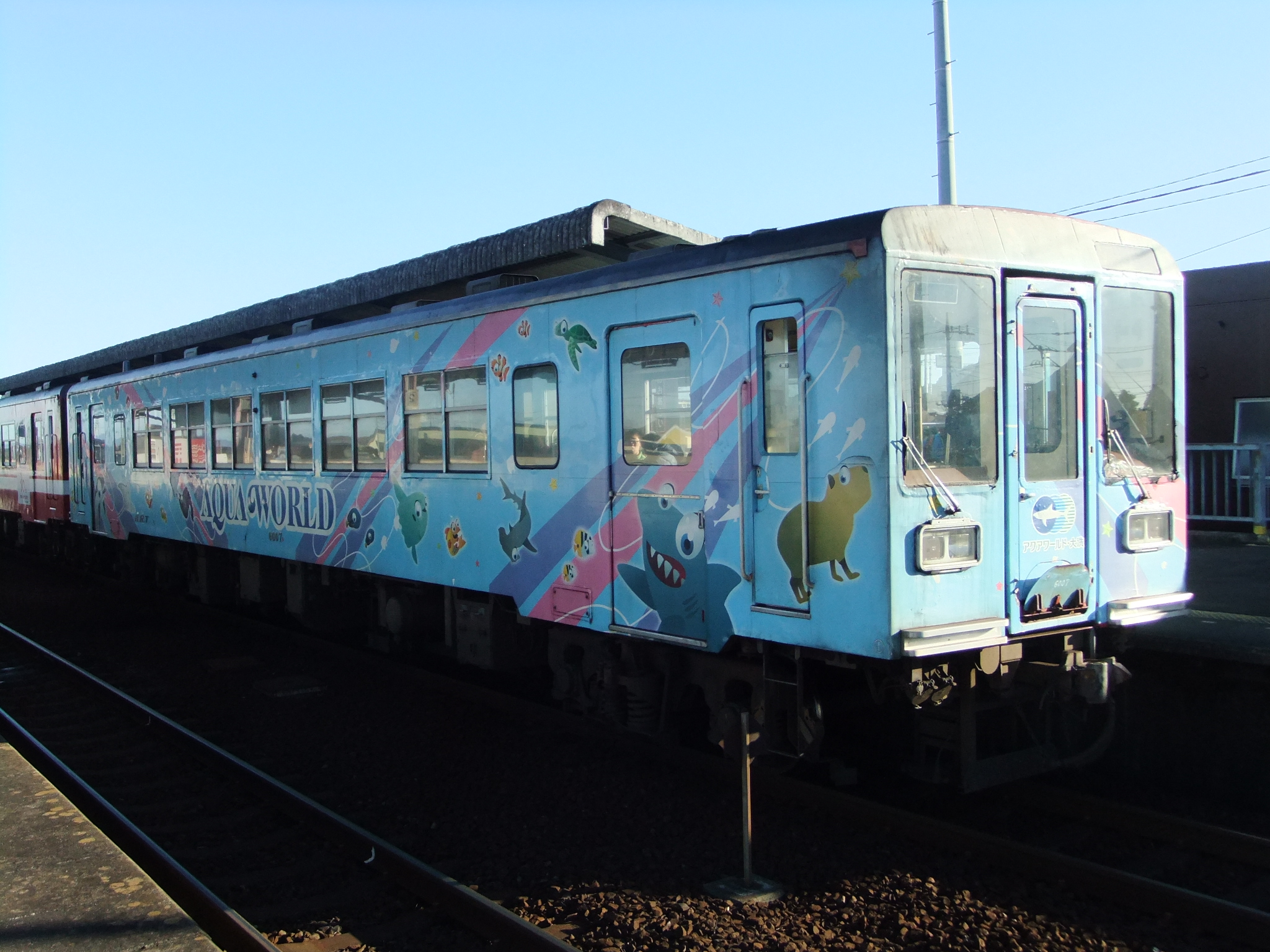
6007 アクアワールド・大洗 全面ラッピング車両
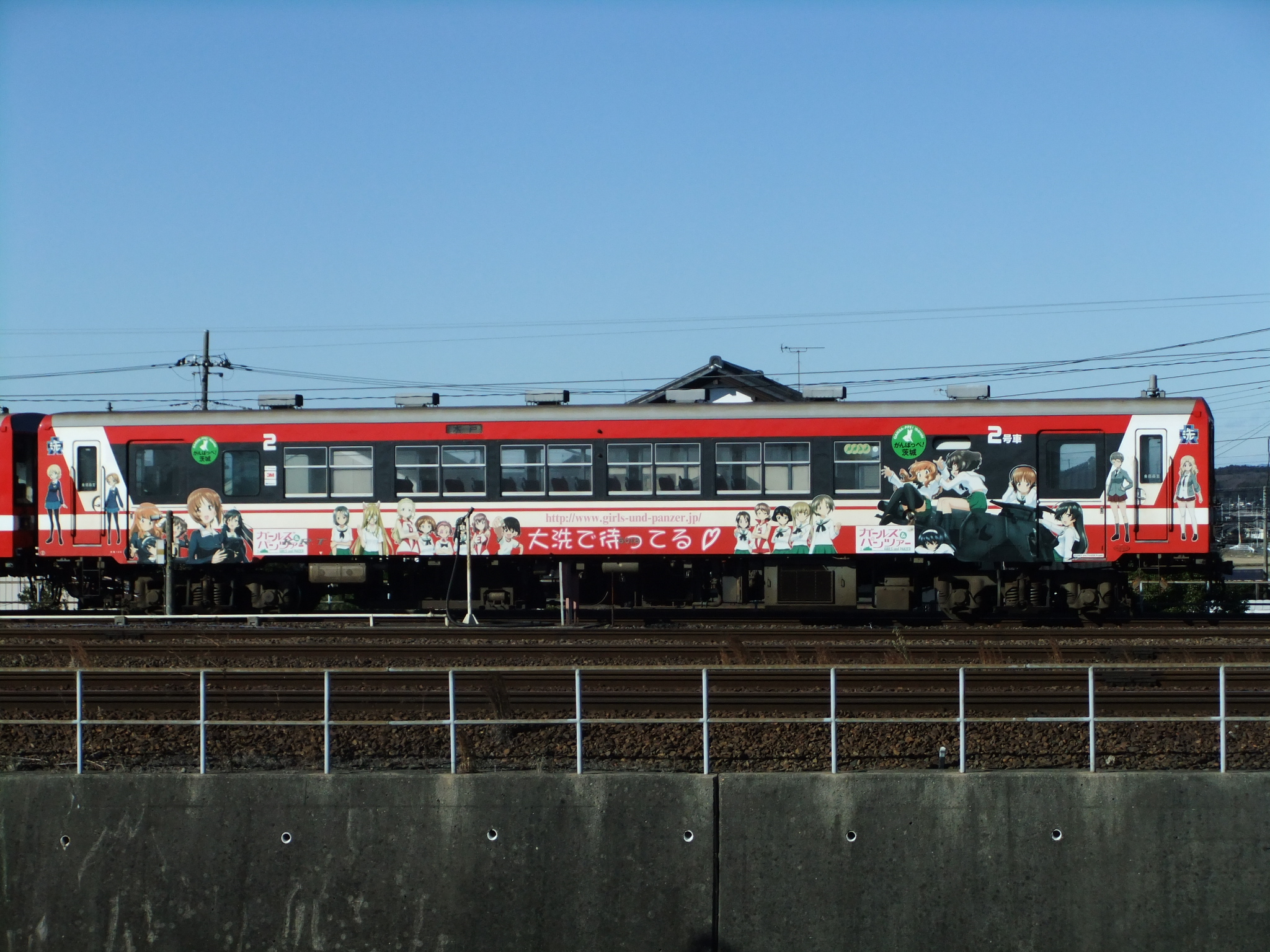
6018「ガールズ＆パンツァー」 ラッピング車両2号車
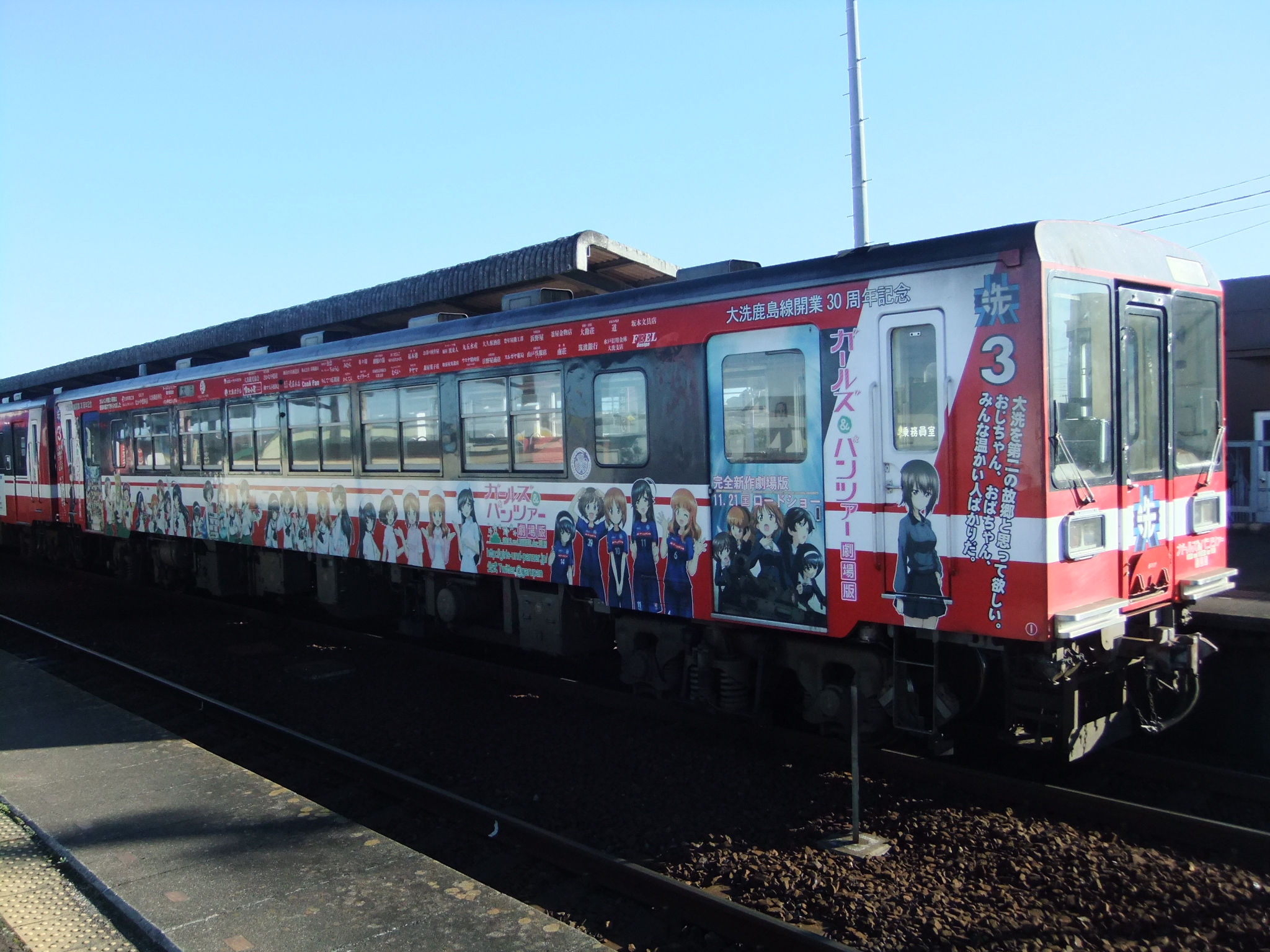
6011「ガールズ＆パンツァー」 ラッピング車両3号車
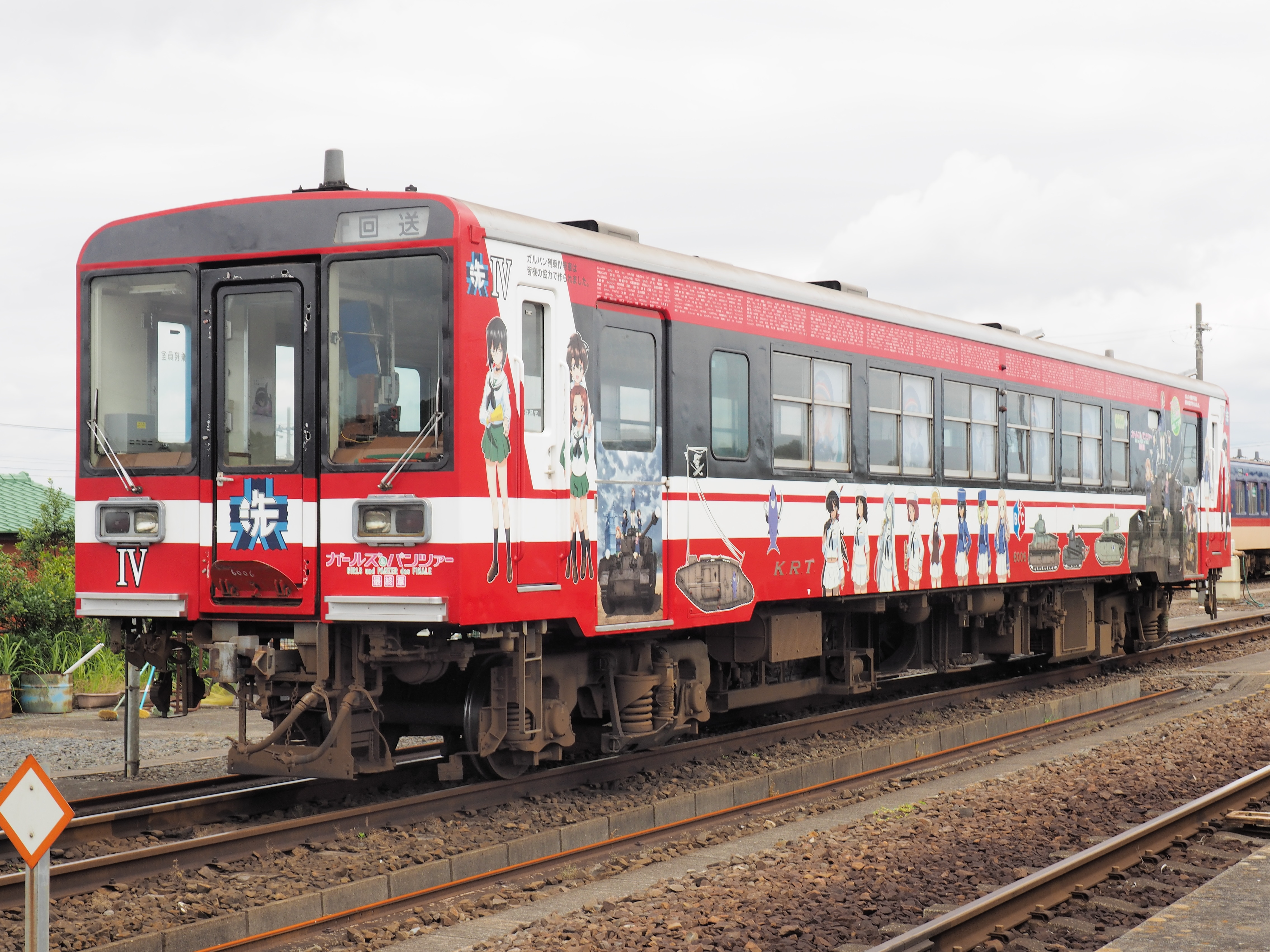
6006「ガールズ＆パンツァー」 ラッピング車両IV号車

## 登場作品

### アニメ・漫画
『ガールズ&パンツァー』
第7話に旧塗装が大洗鹿島線の列車として登場。高架区間、北浦湖畔を走行、大洗駅に到着しているシーンがある。また、第10話では新塗装が大洗女子学園所有の戦車を載せた列車を牽引している。